# Грубба, Анджей
Анджей Станислав Грубба (пол. Andrzej Stanisław Grubba, 14 мая 1958 — 21 июля 2005) — известный польский игрок в настольный теннис. № 1 в европейском (1985) и № 3 в мировом (1988, 1992) рейтинге. Трёхкратный бронзовый призёр чемпионатов мира.  Обладатель Кубка мира 1988 в одиночном разряде. Чемпион Европы. 26-кратный чемпион Польши. Лучший спортсмен Польши 1984 года.

## Биография

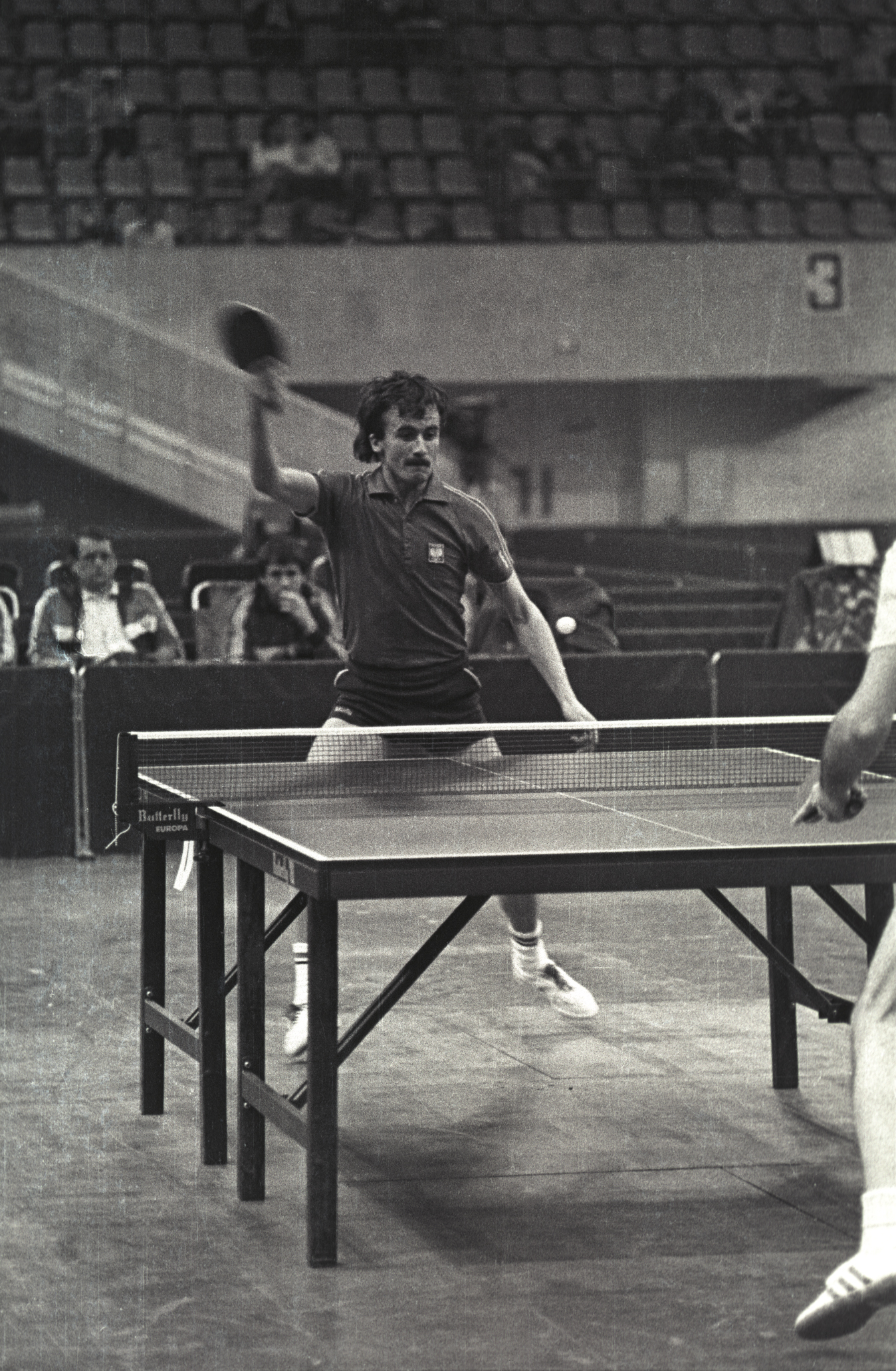
Анджей Грубба в 1984 году

Анджей Грубба родился 14 мая 1958 в местечке Зелгоше, рядом с Гданьском, Польша. И отец, и мать его были учителями. Вспоминая детство, Грубба говорил, что это именно они «решили, что научат его быть спортсменом». Сначала Анджея отдали заниматься футболом, затем — гандболом. Однако, будучи от природы не слишком крепкого сложения, Грубба в 11 лет решил переориентироваться на мяч полегче — и пришёл в настольный теннис. Интересно, что начинал он играть левой рукой, и лишь после долгих тренировок сменил игровую руку на правую!
Грубба начал свою карьеру в настольном теннисе в клубе «Нептун», где занимался его старший брат Ержи; он и преподал Анджею первые уроки игры. Но настоящий спортивный рост у будущего великого теннисиста начался позже, когда он попал в группу, которую вела Магдалена Кухарски-Скуратович, в прошлом чемпионка Польши и по совместительству — мать Лешека Кухарски, с которым Анджей потом будет долгие годы играть в паре и не раз встречаться в финалах самых крупных соревнований по разные стороны стола.
Когда Грубба и Лешек подросли, они стали выступать за студенческий клуб AZS из Гданьска. А в 1976 году, во время товарищеского матча команд Польши и Австрии, состоялся дебют Груббы в составе национальной сборной. В те годы Анджей тренировался много и упорно. В этом ему помогал тренер Адам Гиржш, который занимался со своим подопечным по 4 часа в день, а то и больше. И их совместные усилия не замедлили сказаться.
На международном уровне об Анджее Груббе всерьёз заговорили после турнира мастеров в Гонконге, где тот на квалификационной стадии обыграл чемпиона мира 1980 года Го Юэхуа из Китая и шведа Микаэля Аппельгрена. На чемпионате Европы 1982 года в Будапеште Грубба поднялся до второй ступени пьедестала в личном разряде, проиграв в финале Иштвану Йонеру. В смешанных же парах Анджей вместе с Беттиной Фризекоп дошёл до конца и, преодолев в финале пару Шурбек/Батинич, завоевал золото.
За свою профессиональную карьеру Анджей Грубба добился многих успехов. Хотя сказать, что ему везло на медали и титулы — нельзя. Некоторые награды буквально ускользали из его рук в самый последний момент. В общей сложности он завоевал три медали на чемпионатах мира (все — бронзовые) и 11 — на чемпионатах Европы (1 золото, 4 серебра, 6 бронзы). Впрочем, если говорить о победах на открытых международных соревнованиях, то он был одним из самых удачливых европейских теннисистов. Он выиграл Открытый чемпионат Болгарии в 1979 году (против Стоянова — 3:1); в 1980 году ему покорился чемпионат мира среди студентов; в 1981 году на Открытом чемпионате Италии он одолел своего доброго знакомого Лешека Кухарски (3:2); в 1984 в Германии обыграл шведа Яна-Уве Вальднера (3:2). В финалах ещё более чем 15-ти турниров, вплоть до 1996 года, Анджей Грубба оказывался сильнее самых разных теннисистов, среди которых был и наш соотечественник Андрей Мазунов, и Микаэль Аппельгрен, и французы Секретьен и Гатьен, и хорват Зоран Приморац и многие другие. В 1985 году Грубба возглавлял рейтинг-лист сильнейших теннисистов Европы, а в 1988 и 1992 годах добирался до третьей строчки мирового рейтинга. В 1984 году в Польше он был признан лучшим спортсменом года, а в 1990 году его признали лучшим польским спортсменом десятилетия (1980—1990)
В 1996 году Анджей Грубба перебрался из Польши в Германию. Как писали газеты, он был вторым польским спортсменом после известного футбольного аса Бонека, который подписал контракт с немецким клубом, будучи старше 28 лет. Несколько лет Грубба выступал в составе уже знакомого ему клуба «Гренцау», после чего два сезона отыграл за австрийскую команду «Стокерау» и вновь вернулся в «Гренцау», но уже в качестве тренера.
«Я горжусь тем, что в составе сборной Польши дважды завоёвывал первое место в Европейской Суперлиге (1986, 1987), а также выигрывал Европейский Кубок чемпионов вместе со своим клубом „AZS Гданьск“ в 1987 году. Год спустя я повторил это достижение, правда, уже в составе другого клуба — „Гренцау“. Вместе с „Гренцау“ я четыре раза становился чемпионом Бундеслиги. И хотя теперь я прежде всего тренер этого клуба, а не игрок, я уверен, что могу влиять на счет в матче и, если что, сумею выйти на подмогу», — говорил Анджей Грубба в 2000 году, когда клуб под его руководством выиграл суперфинал клубного чемпионата Германии.
В Польше Анджей Грубба при поддержке фирмы Butterfly и одного из предприятий Гданьска открыл два собственных дела: маркетинговую компанию и магазин спортивных товаров. В то же время, уже будучи сорокалетним мужчиной, он не прекращал заниматься спортом и всегда находился в прекрасной форме. С 1998 года Грубба занимал пост спортивного директора Ассоциации настольного тенниса Польши.
Анджей Грубба всегда был очень обходительным и вежливым и обладал хорошим чувством юмора. А что оставалось делать человеку со столь говорящей фамилией (по-польски слово «grub» равносильно русскому «грубиян») И когда коллеги говорили: «Грубба, что ты такой грубый?» — он отвечал, что это его маленькая слабость, но проявляется она только за теннисным столом.

### Личное
В личной жизни Анджей был прекрасным семьянином. Он довольно рано женился на хорошо известной в Польше спортсменке, игравшей за гандбольную сборную страны, Лючине Галус, и через какое-то время у них родились сыновья — Томек и Мачек.
4 октября 2004 Анджею был поставлен диагноз: рак лёгких. 21 июля 2005 Анджей, несмотря на усилия врачей, скончался в Сопоте, где и был похоронен спустя 4 дня.

## Достижения
- 3-кратный участник Олимпийских игр (1988, 1992, 1996)
- 3-кратный бронзовый призёр чемпионатов мира
- № 3 в мировом рейтинге (1988, 1992)
- победитель Кубка мира (1988)
- 11 медалей чемпионатов Европы (1 золото, 4 серебра, 6 бронзы)
- № 1 в европейском рейтинге (1985)
- 2-кратный победитель Европейской Суперлиге (1986, 1987)
- 2-кратный победитель Европейского Кубка чемпионов (1987, 1988)
- 26-кратный чемпион Польши